# Cemiterios esquecidos
Cemiterios esquecidos (en español: Cementerios olvidados) es un libro publicado en 2017 por el arqueólogo bearicense Jorge Lamas Bértolo. Subtitulado O fenómeno tumulario na comarca do Arenteiro (El fenómeno tumulario en la comarca del Arenteiro), recopila los yacimientos arqueológicos que se pueden encontrar en esta comarca, perteneciente a Carballino. Hace también repaso a la labor que conlleva encontrar y restaurar estos yacimientos. 